# St.-Burchardi-Kirche (Kleinmölsen)

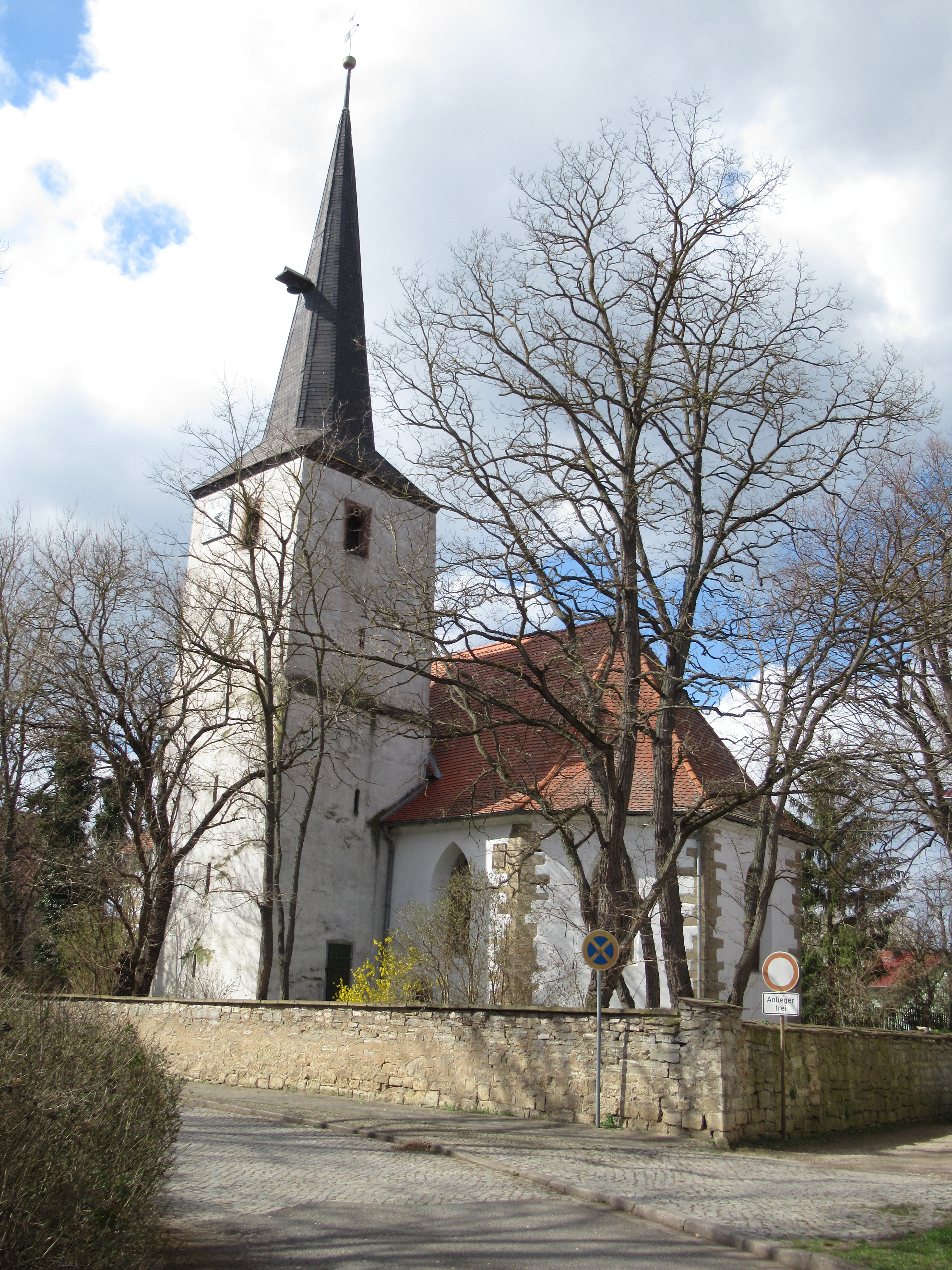
Die Kirche

Die St.-Burchardi-Kirche steht in der Gemeinde Kleinmölsen im Landkreis Sömmerda in Thüringen.

## Geschichte
So, wie die Dorfkirche heute aussieht, wurde sie von 1601 bis 1604 erbaut. Die Kirchgemeinde hatte Geld von den Erfurtern erbeten, was sie auch bekam. An der südlichen Chorwand steht die Tafel der Spender und der Erfurter an erster Stelle.
1719 fand die Umwidmung statt. Es war ein langersehntes Ereignis, denn vorher gehörte die Kirche zu anderen Kirchgemeinden.
1814 besaß man das erste Kirchensiegel auf St. Burchardi. Dieser Namenstag war bis 1965/70 ausschlaggebend für das Kirchweihfest.
Der Kirchenbau von 1604 prägt bis heute das Ortsbild. Im Kirchenbau hielt man länger an tradierten Formen fest, und so trägt das Maßwerk der zweibahnigen Fenster um den Chorraum noch gotischen Charakter, während die Innenarchitektur wie ursprünglich ganz umlaufende hölzerne Zahnfriese bereits modern dem Stil der Renaissance entsprechen. Das Tonnengewölbe der Saalkirche mit dreiseitigem Chorpolygon hat an der Ostseite und südlich einen vorgelagerten Kirchturm. Auch die rundbogigen Portale mit ihrem Gewändeprofil gehören zum Neubau. Das Untergeschoss ist ein Jahrhundert älter. Der Turm steht an der Südwand eingerückt und ist 34,5 Meter hoch mit achteckigem Spitzhelm. Der Turmgeschossraum mit einem Bruchsteintonnengewölbe liegt 80 cm unter Fußbodenhöhe des Saales und ist durch ein Spitzbogenportal zu erreichen.
1712 erhielt die Gemeinde einen barocken Kanzelaltar aus Eisenach. Die Orgel baute Friedrich Meißner aus Gorsleben 1913 ein. Der Altartisch, mit Hohlraum versehen aus 1450/1500, ein Lesepult aus 1579 und ein barockes Gemälde, das Christus am Ölberg zeigt, gestalten den Raum. Die Gemälde der Kirche und eine Holztruhe wurden jetzt restauriert.
Im gleichen Jahr fand die Orgelsanierung statt. Sie ist wieder bespielbar. Die Elektroanlage wurde erneuert und modernisiert.

### Der Glockenstuhl

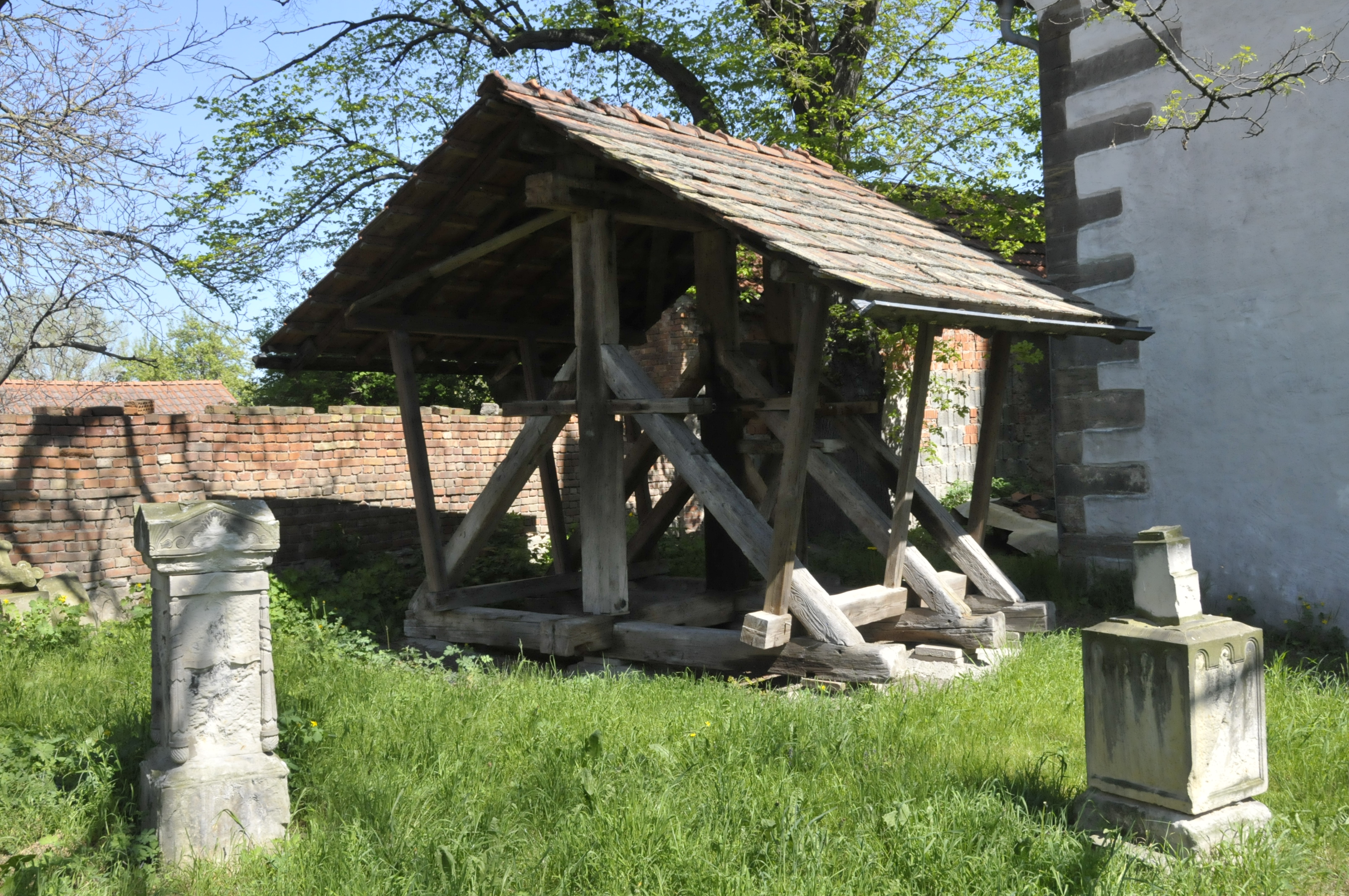
Glockenstuhl

Ab 2005 erfolgte die bauliche Instandsetzung des Turmobergeschosses mit Einbau eines neuen Glockenstuhls. Der alte Glockenstuhl aus dem Jahr 1500 steht seit 2008 im Kirchhof als Denkmal. 
Der alte Glockenstuhl ist ein sog. Bockstrebenstuhl. Die dendrologische Untersuchung ergab, dass das Tannenholz (unüblich für Glockenstühle) im Winter 1500/01 gefällt wurde. Im Jahre 1509 nahm der Glockenstuhl die große Glocke auf, die vom Erfurter Glockengießer Heinrich Ciegeler gegossen worden war.
Nach 444 Jahren zuverlässigen Dienstes zersprang die Glocke im März 1953 beim Läuten und wurde 1954 in Apolda umgegossen. Hierbei wurden die alten Inschriften und die ikonografische Ausstattung mit Medaillons mit dem Einhornjagd-Motiv beibehalten. Die beiden weiteren Glocken wurden 1955 und 1969 von der Glockengießerei Schilling gegossen. 
Im Laufe der langen Lebenszeit des Glockenstuhls wurde er instabil und schwach. 2008 schuf man einen neuen Glockenstuhl aus Eichenholz.
Die noch brauchbaren Balken, immerhin 100 Jahre älter als die 1604 neu erbaute Kirche, wurden im Jahre 2009 in 270 freiwilligen Arbeitsstunden einiger tatkräftiger Bürger zusammengefügt und mit Biberschwanz-Ziegeln belegt.

## Bilder

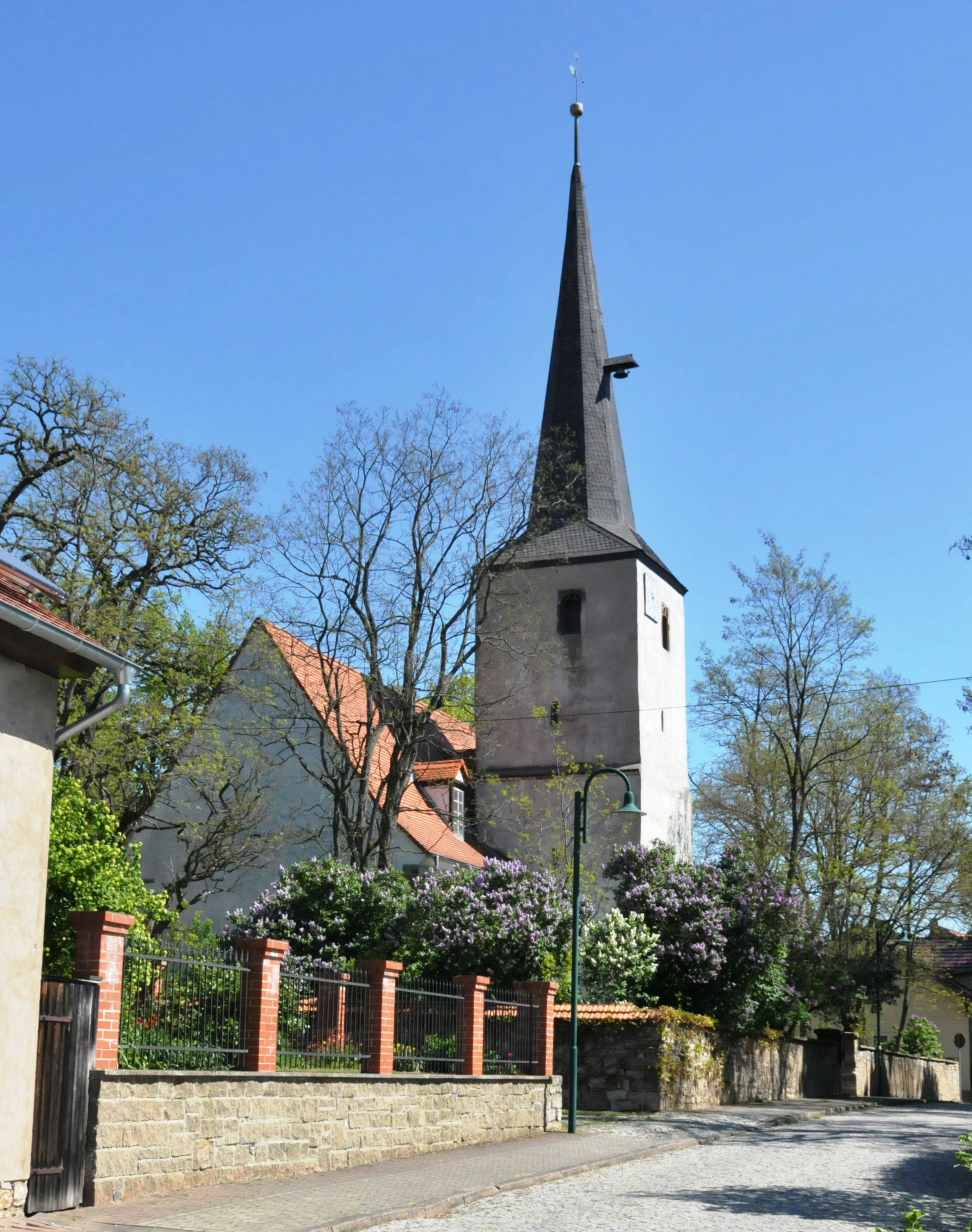
Kirche
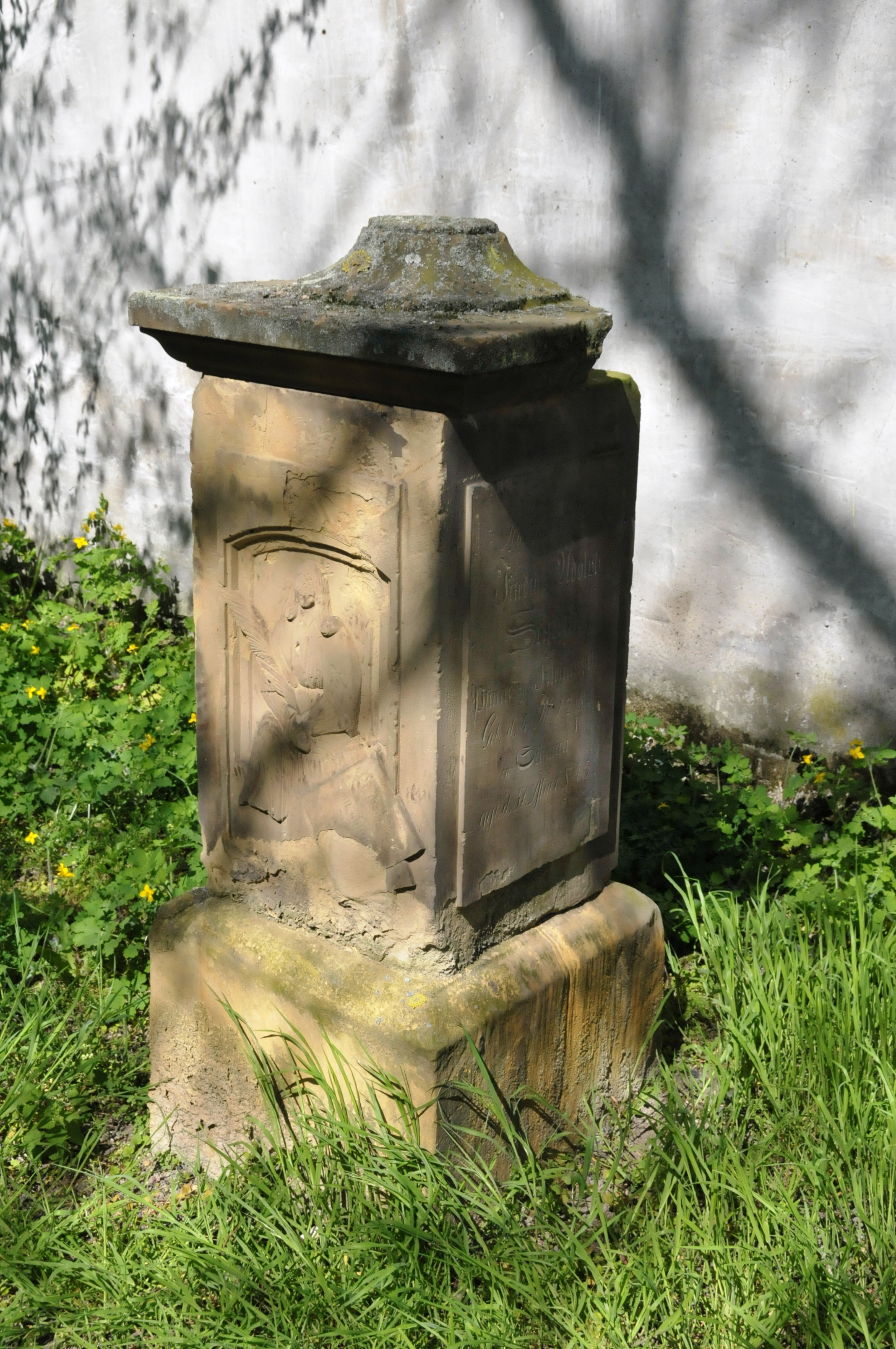
Grabstein
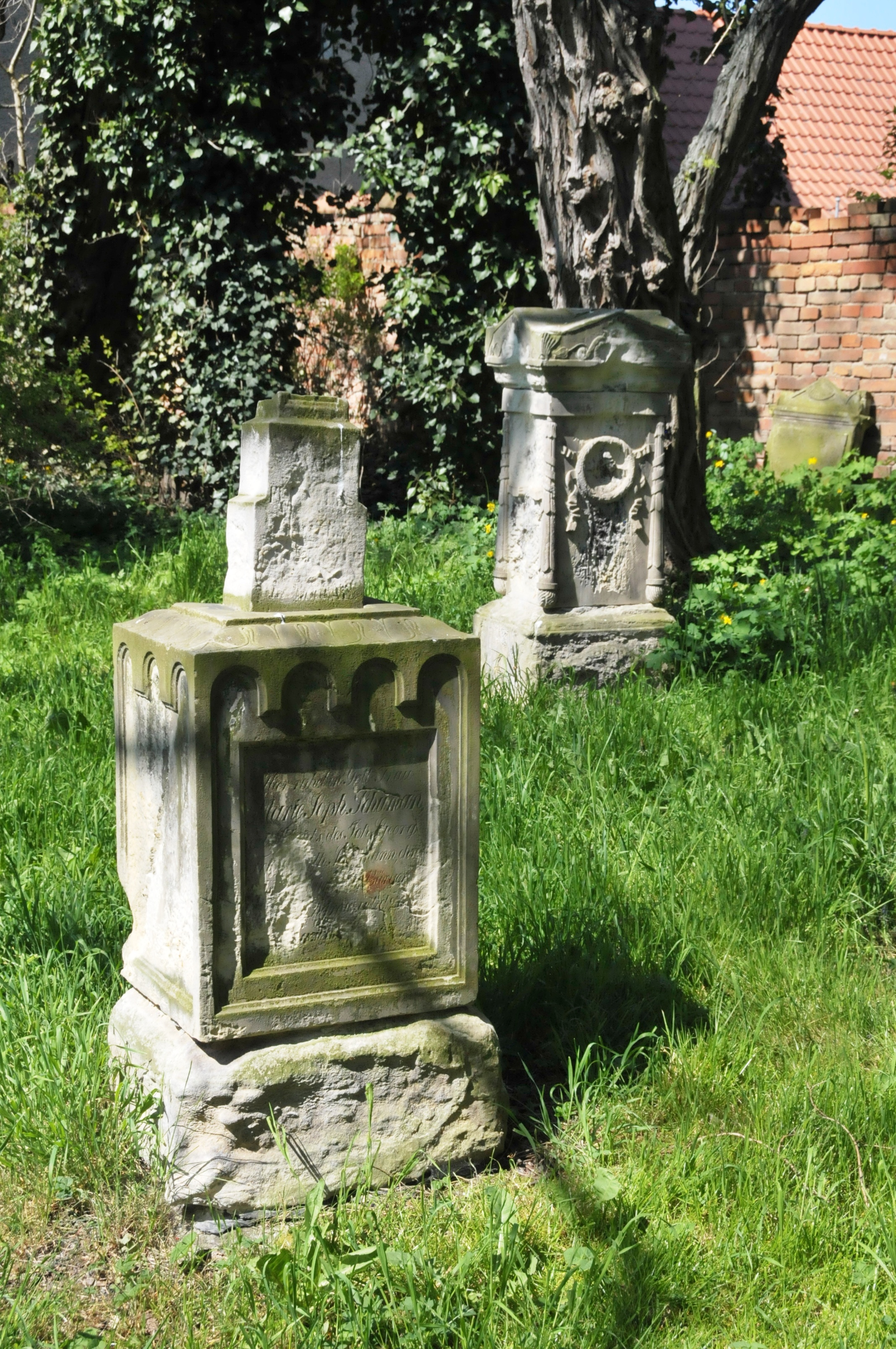
Grabsteine
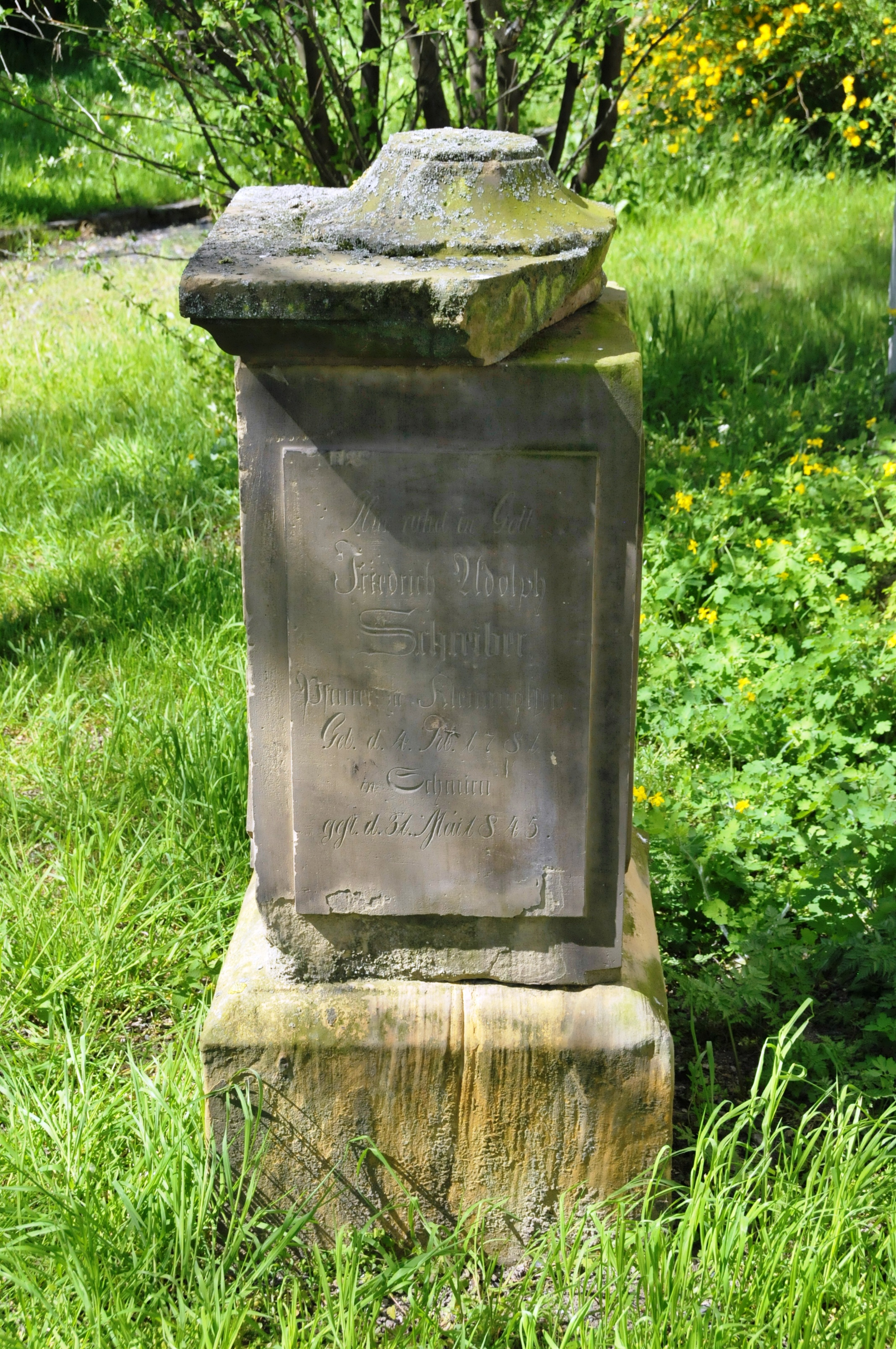
Grabstein
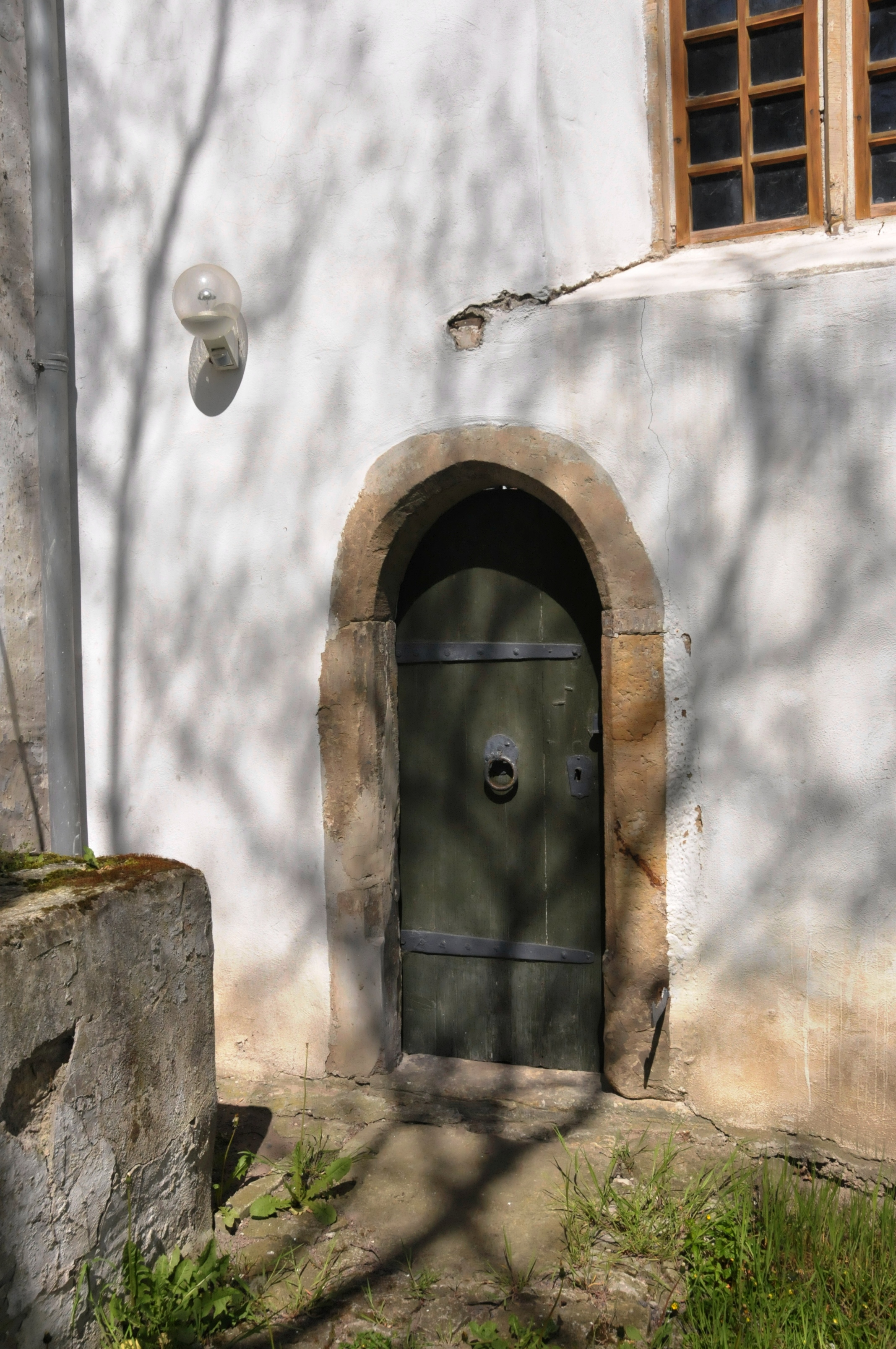
Aktueller Eingang
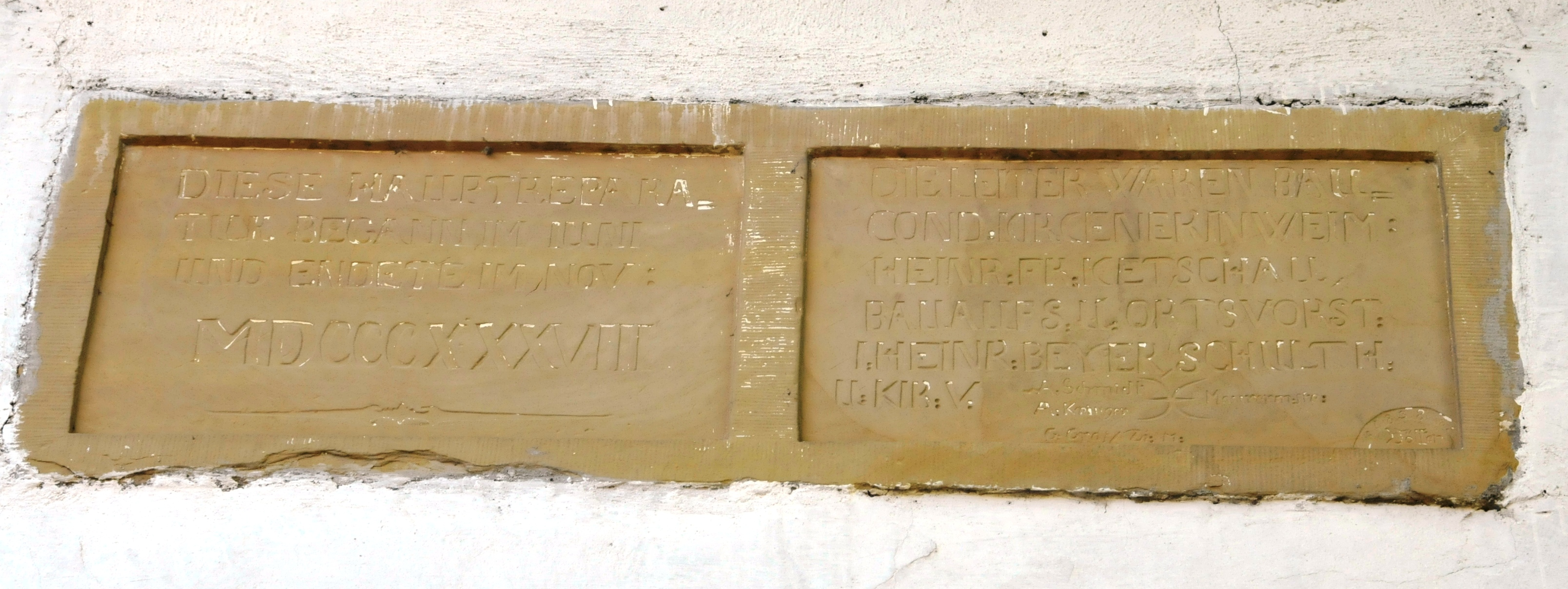
Eckstein im Kirchenschiff mit Inschrift